# Steinkopf (Südostteil des Gutsbezirks Reinhardswald)
Der Steinkopf ist ein 353,2 m ü. NHN hoher Bergsporn im Südteil des Mittelgebirges Reinhardswald im Landkreis Kassel, Hessen (Deutschland).
Zudem gibt es im Reinhardswald den Steinkopf im Nordwestteil des Gutsbezirks Reinhardswald und den Fuldataler Steinkopf.

## Geographie

### Lage
Der Steinkopf liegt als äußerster Ostausläufer des Gahrenbergs (472,1 m) im Südostteil des gemeindefreien Gebiets Gutsbezirk Reinhardswald. An seinem Ostfuß verläuft die Grenze zu Niedersachsen, wo im Tal der Weser das zu Hann. Münden im Landkreis Göttingen gehörende Klostergut Hilwartshausen liegt. Nördlich fließt die kleine „Trockene Ahle“ und südlich der von der „Prinzenquelle Sandborn“ kommende kurze „Piepengraben“, die jeweils in die südnordwärts verlaufende Weser münden.

### Naturräumliche Zuordnung
Der Steinkopf gehört in der naturräumlichen Haupteinheitengruppe Weser-Leine-Bergland (Nr. 37) und in der Haupteinheit Solling, Bramwald und Reinhardswald (370) zur Untereinheit Reinhardswald (370.4). Die Landschaft fällt nach Osten in die Untereinheit Weserdurchbruchstal (370.3) ab.

## Wandern und Verkehr
Östlich vorbei am stark bewaldeten Steinkopf, der zum „Staatsforst Gahrenberg“ gehört, verläuft im Abschnitt Reinhardshagen–Hann. Münden der Wanderweg Märchenlandweg und südwestlich im Abschnitt Gahrenberg–Hann. Münden der Reinhardswald-Ostweg. Im tief eingeschnittenen Wesertal ist im zuerst genannten Abschnitt im Rahmen der Bundesstraße 80 die „Dornröschen-Route“ der Deutschen Märchenstraße angelegt.
Westlich vom Steinkopf steht an einer Kreuzung des Reinhardswald-Ostwegs der markante Kaspars Baum, unter dem einer Sage nach der Leibflötenspieler eines Fürsten saß, um ihm während der Mittagsruhe vorzuspielen.